# Леджуно
Леджуно (італ. Leggiuno) — муніципалітет в Італії, у регіоні Ломбардія, провінція Варезе.
Леджуно розташоване на відстані близько 540 км на північний захід від Рима, 65 км на північний захід від Мілана, 18 км на захід від Варезе.
Населення — 3826 осіб (2014).

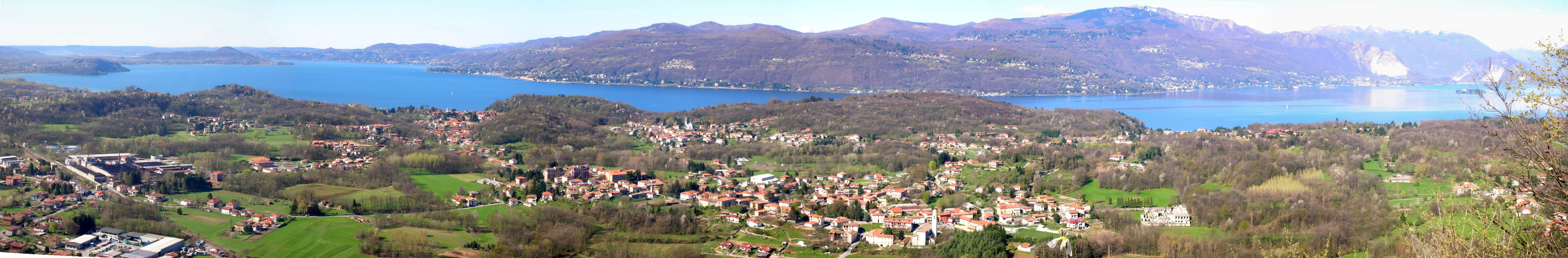

Щорічний фестиваль відбувається 26 грудня. Покровитель — святий Степан.

## Демографія
Населення за роками:

Станом на 1 січня 2023 року в муніципалітеті офіційно проживало 256 іноземців з 41 країни, серед них 125 громадян країн Євросоюзу та 10 громадян України.

## Уродженці
- Луїджі Ріва (*1944) — відомий у минулому італійський футболіст, нападник, згодом — спортивний функціонер. Найкращий бомбардир в історії збірної Італії (35 голів).

## Сусідні муніципалітети
- Бельджирате
- Безоццо
- Каравате
- Лавено-Момбелло
- Монвалле
- Санджано
- Стреза